# Bottom-tier Character Tomozaki
Bottom-tier Character Tomozaki, aussi connue au Japon sous le titre Jaku-Chara Tomozaki-kun (弱キャラ友崎くん, Jaku-Kyara Tomozaki-kun, litt. « Tomozaki-kun, le personnage faible »), est une série de light novel écrite par Yūki Yaku et illustrée par Fly. L'histoire suit la comédie romantique de Fumiya Tomozaki, l'un des meilleurs joueurs du jeu vidéo de combat Super Attack Families au Japon, qui se considère comme un simple lycéen ennuyant au quotidien et afin de changer sa situation, il se fait guider par les conseils d'Aoi Hinami, une fille populaire de son école, décrite comme « l'héroïne parfaite ».
Elle est éditée en light novel par Shōgakukan sous sa marque de publication, Gagaga Bunko, depuis février 2017. Une adaptation en manga de Eight Chida est publiée dans le magazine Monthly Gangan Joker depuis décembre 2017. Une adaptation en série télévisée d'animation est initialement diffusée entre janvier et mars 2021. Une deuxième saison de l'anime est annoncée le 14 janvier 2022.

## Synopsis
Bien qu'il soit l'un des meilleurs joueurs au Japon sur le jeu de combat Super Attack Families (アタックファミリーズ大激闘, abrégé en « Super » (アタファミ, Atafami)) sous le pseudonyme « nanashi », Fumiya Tomozaki est un lycéen de deuxième année qui se considère comme un « personnage faible » à la vie monotone. Pour lui, peu importe les efforts que les gens mettent, ils échoueront en raison de leur apparence, de leur physique et d'autres caractéristiques tandis que certaines personnes peuvent réussir en raison de leurs avantages innés, en parvenant à la conclusion que la vie est un « jeu de merde » (クソゲー, Kusogē).
Mais un certain jour, il est invité à se déconnecter après son premier match avec « NO NAME », qui conserve la deuxième place au Japon dans Super et auquel il a un certain estime, et le rencontre pour la première fois dans la vrai vie en face à face. Cependant, en arrivant au point de rendez-vous, Fumiya découvre la véritable identité de NO NAME qui se révèle être Aoi Hinami, « l'héroïne parfaite » fréquentant le même lycée et la même classe que lui et qui est son total opposé. Pourtant, il ne s'agit pas là que de sa seule surprise puisqu'Aoi, qui se montre aimable et sociable avec n'importe qui à l'école, prononce sans réserve des propos durs envers Fumiya comme « ce minable lâche » ou « un être humain ressemblant à une ordure ».
Avec les mots d'Aoi, les deux se sont disputés pour se rendre au bout du compte qu'ils ont une « différence de personnage » dans la vie, auquel Fumiya a exprimé son vrai désir de vivre heureux malgré les inégalités et son statut de « personnage faible ». En entendant cela, Aoi décide de l'emmener de force chez elle. Elle démontre ainsi devant lui qu'avec de l'effort, elle peut manipuler les expressions faciales et les postures pour changer son apparence, et déclare que ses capacités de communication et sa confiance en soi peuvent être complétées par ces mêmes efforts.
Aoi ne pouvait pas permettre à Fumiya Tomosaki, le respecté « nanashi », d'échapper au « jeu de dieu » qu'est la vie qui est aussi simple que Super, et elle lui ordonne d'affronter sérieusement le « jeu » de la « vie ». De cette façon, l'étrange relation entre Fumiya et Aoi commence. Afin de conquérir la vie comme un jeu, Fumiya doit accomplir de petits objectifs et tâches donnés par Aoi dans le but principal de devenir un véritable « normie » (リア充, riajū (ja)), et l'histoire se déroule en impliquant des gens autour de lui.

## Personnages
Fumiya Tomozaki (友崎 文也, Tomozaki Fumiya)
Voix japonaise : Gen Satō,
Tomozaki est un lycéen qui a vécu comme un paria social à l'école. Dans le jeu en ligne japonais populaire Super Attack Families, il a été en tête des classements avec le pseudonyme « nanashi ». Comme il compare souvent sa vie réelle aux jeux vidéo, il considère Super comme un « jeu divin » où l'équilibrage est parfait car selon des efforts égaux seraient récompensés par des quantités égales de succès ; où en revanche, il qualifie la vraie vie de « jeu de merde » (クソゲー, Kusogē) sans solution dont les individus disposent de caractéristiques prédéterminées à leur naissance et comportant également des déséquilibres inexplicables. Ses perspectives commencent à changer car il découvre que sa camarade de classe et « l'héroïne parfaite » Aoi Hinami, qui joue également à Super sous le pseudonyme « NO NAME », considère la vie réelle comme un jeu gagnable et propose d'être son guide pour sa traversée.
Aoi Hinami (日南 葵, Hinami Aoi)
Voix japonaise : Hisako Kanemoto,
Hinami est la camarade de classe de Tomozaki qui est considérée comme « l'héroïne parfaite ». Elle excelle essentiellement dans tout ce qu'elle fait, que ce soit socialement, académiquement ou dans le sport en dirigeant son propre groupe social, en ayant les meilleurs notes de l'école et en excellant dans les compétitions d'athlétisme, tout en conservant une personnalité sympathique. Dans les coulisses, elle réalise un travail acharné et terrifiant tout en croyant fermement aux efforts concrets et dévoués pour réussir dans tout. Hinami est également une fervente fan d'Attack Families, où elle joue sous le pseudonyme « NO NAME », et respecte énormément « nanashi » qu'elle ne pouvait surpasser malgré ses efforts pour analyser son style de jeu et perfectionner ses techniques de défense.
Minami Nanami (七海 みなみ, Nanami Minami)
Voix japonaise : Ikumi Hasegawa (ja),
Surnommée « Mimimi » (みみみ) par ses amis, elle est une camarade de classe de Tomozaki qui est énergique, espiègle et populaire, faisant partie du club d'athlétisme avec Hinami. Tout en gardant un air joyeux, elle a un manque de confiance en soi sur elle-même et sur sa personnalité qui cèdent facilement pour ne pas gâcher l'ambiance. Mimimi a persisté en harcelant la solitaire Tama pour qu'elle devienne son amie, et a finalement établi une amitié étroite avec elle. Malgré son apparence loufoque, elle excelle également à la fois dans les études et dans le sport, mais est incapable de détrôner Hinami, qui occupe perpétuellement la première place.
Fūka Kikuchi (菊池 風香, Kikuchi Fūka)
Voix japonaise : Ai Kayano,
Fūka est une camarade de classe réservée et passionnée de livres de Tomozaki qui passe souvent du temps à la bibliothèque. Elle s'est initialement intéressée à Tomozaki sous le malentendu qu'ils partagent tous deux un intérêt pour le même auteur, alors que Tomozaki n'a utilisé ces livres que comme couverture tout en faisant des revues stratégiques pour Super dans la bibliothèque. Tomozaki fait le premier pas et admet le malentendu, et malgré cela, il se résout toujours d'essayer de lire et de comprendre les livres que Fūka aime, alors qu'ils développent une amitié à ce sujet. Hinami identifie initialement Fūka comme la meilleure perspective pour Tomozaki de devenir sa petite amie, et a créé plusieurs situations pour que Tomozaki se confesse afin d'accomplir son objectif.
Hanabi Natsubayashi (夏林 花火, Natsubayashi Hanabi)
Voix japonaise : Ryōko Maekawa (ja),
Surnommée « Tama » (たま) par ses amis, elle est une camarade de classe de Tomozaki à la personnalité directe et insociable. Hanabi est particulièrement proche de Mimimi car elle a été la première à essayer de briser ses barrières et de se lier d'amitié avec elle, et elles sont très atachées entre elles. Sa nature directe la laisse souvent détestée et, une fois, lui a causé des ennuis en condamnant ouvertement les actions de harcèlement et d'intimidation d'Erika, faisant d'elle aussi une cible d'intimidation. Comme elle souffre d'intimidation, Tomozaki, Mizusawa, Takei et Fūka, entre autres, ont décidé d'intervenir pour l'aider à développer des compétences sociales.
Yuzu Izumi (泉 優鈴, Izumi Yuzu)
Voix japonaise : Nene Hieda (ja),
Izumi est une camarade de classe sociale et empathique de Tomozaki qui fait partie du groupe d'Erika. Comme elle n'apprécie pas les conflits, elle refuse souvent de résister aux actions déraisonnables d'Erika. Izumi a été la première cible de Tomozaki à se lier d'amitié pour développer ses compétences sociales puisqu'elle s'assoit à ses côtés en classe. Izumi est amoureuse de Nakamura et a demandé l'aide de Tomozaki pour lui apprendre à jouer à Attack Families, afin de devenir le partenaire d'entraînement de Nakamura.
Takahiro Mizusawa (水沢 孝弘, Mizusawa Takahiro)
Voix japonaise : Nobunaga Shimazaki,
Mizusawa est un camarade de classe populaire, extraverti et beau de Tomozaki qui fait partie du groupe de Shūji, étant souvent considéré comme le membre le plus intelligent et le plus raisonnable du groupe. Il attire souvent l'attention des filles et est un extrême beau parleur, servant ainsi de modèle pour Tomozaki sur sa façon de parler.
Shūji Nakamura (中村 修二, Nakamura Shūji)
Voix japonaise : Nobuhiko Okamoto,
Nakamura est un camarade de classe autoritaire de Tomozaki, qui est le chef de facto de son propre groupe. Il est excessivement compétitif et mesquin quand il perd, comme quand il perd contre Tomozaki sur Attack Families, rejetant la faute de sa défaite comme un coup de malchance tout en s'entraînant dur pour gagner dans un match de vengeance. Il accepte finalement Tomozaki dans son groupe après avoir reconnu ses forces.
Takei (竹井, Takei)
Voix japonaise : Shuntarō Mizuno (ja),
Takei est un camarade de classe enjoué et tête en l'air de Tomozaki, étant souvent celui qui apporte l'ambiance dans le groupe de Nakamura. Considéré comme le membre le plus idiot du groupe, il est souvent exclu des réunions stratégiques comme lors de la planification d'un voyage de camping pour aider Nakamura et Izumi à sortir ensemble. Il aime attirer l'attention car il se porte souvent volontaire pour prendre des positions en classe et divertit souvent les autres avec ses actes spontanés.

## Productions et supports

### Light novel
La série des light novel Jaku-Chara Tomozaki-kun (弱キャラ友崎くん, Jaku-Kyara Tomozaki-kun) est écrite par Yūki Yaku et illustrée par Fly. Yūki Yaku avait initialement présentée la série, sous le titre Manten-kazari no ganbari-ron! (満点飾りのがんばり論!), à la 10e édition du Grand prix des light novel Shōgakukan (ja) dont il a reçu le Prix d'excellence en 2015,. Shōgakukan, sous sa marque de publication Gagaga Bunko, édite les romans depuis février 2017 ; à ce jour, onze volumes ont été publiés.
En Amérique du Nord, la maison d'édition Yen Press édite la version anglaise sous le titre Bottom-tier Character Tomozaki depuis juillet 2019,.

#### Liste des volumes
| no                                                                                        | Japonais          | Japonais                                                                  |
| no                                                                                        | Date de sortie    | ISBN                                                                      |
| ----------------------------------------------------------------------------------------- | ----------------- | ------------------------------------------------------------------------- |
| 1                                                                                         | 18 mai 2016       | 978-4-09-451610-4                                                         |
| 2                                                                                         | 16 septembre 2016 | 978-4-09-451631-9                                                         |
| 3                                                                                         | 18 janvier 2017   | 978-4-09-451655-5                                                         |
| 4                                                                                         | 20 juin 2017      | 978-4-09-451683-8                                                         |
| 5                                                                                         | 17 novembre 2017  | 978-4-09-451709-5                                                         |
| 6                                                                                         | 18 mai 2018       | 978-4-09-451733-0                                                         |
| 6.5                                                                                       | 10 octobre 2018   | 978-4-09-451757-6                                                         |
| 7                                                                                         | 18 avril 2019,    | 978-4-09-451785-9 (édition standard) 978-4-09-451789-7 (édition spéciale) |
| EXTRA : L'édition spéciale de ce volume est comprise avec une collection d'illustrations. |                   |                                                                           |
| 8                                                                                         | 18 octobre 2019   | 978-4-09-451815-3                                                         |
| 8.5                                                                                       | 17 avril 2020,    | 978-4-09-451840-5 (édition standard) 978-4-09-451850-4 (édition spéciale) |
| EXTRA : L'édition spéciale de ce volume est comprise avec un drama CD.                    |                   |                                                                           |
| 9                                                                                         | 19 janvier 2021   | 978-4-09-451878-8                                                         |

### Manga
Une adaptation en manga, dessinée par Eight Chida, est lancée dans le numéro de juin 2017 du magazine de prépublication de seinen manga Monthly Gangan Joker, paru le 22 décembre 2017. La première partie, reprenant le contenu du premier roman original, s'est conclue dans le numéro de novembre 2018, sorti 22 octobre 2018. La série est reprise avec l'adaptation de l'arc Mimimi (みみみ編, Mimimi-hen) dans le numéro de septembre 2019, publié le 22 août 2019 ; elle se termine dans le numéro de mars 2021, sorti le 22 février 2021. Les chapitres sont rassemblés et édités dans le format tankōbon par Square Enix avec le premier volume publié en octobre 2018 ; à ce jour, cinq volumes tankōbon ont été publiés.
Une série dérivée, centrée sur le personnage de Minami Nanami, est écrite par l'auteur original Yūki Yaku et dessinée par Bana Yoshida. Intitulée Nanami Minami wa kagayakitai (七海みなみは輝きたい), elle est prépubliée sur l'application mobile de Shōgakukan, MangaONE, depuis le 18 juillet 2020. Elle est également publiée sur la version numérique du magazine Monthly Sunday Gene-X. Les chapitres sont rassemblés et édités dans le format tankōbon par Shōgakukan avec le premier volume publié en décembre 2020.

### Anime
Une adaptation en anime a été annoncée sur Twitter par Yūki Yaku et la marque de publication Gagaga Bunko de Shōgakukan le 11 octobre 2019,. Le 21 mars 2020, il a été révélé que le format de l'adaptation est une série télévisée d'animation qui est réalisée par Shinsuke Yanagi chez project No.9 avec les scripts écrits par Fumihiko Shimo et les character designs d'Akane Yano ; Satoshi Motoyama est l'ingénieur du son de la série avec la société Bit Groove Promotion qui est créditée pour la production, tandis que Hiromi Mizutani a composé la bande originale dont Pony Canyon et APDREAM en sont les producteurs. Dream Shift est le producteur de la série. Douze épisodes composent la série, répartis dans six coffrets Blu-ray/DVD. La série est diffusée pour la première fois du 8 janvier au 26 mars 2021 sur AT-X et Tokyo MX, et un peu plus tard sur BS11,.
Funimation détient les droits de diffusion en simulcast de la série en Amérique du Nord et dans les îles Britanniques, ainsi qu'en Australie et en Nouvelle-Zélande en la diffusant sur AnimeLab, et dans les pays francophones, en Allemagne, en Autriche et dans les pays nordiques avec Wakanim. Aniplus Asia diffuse la série en Asie du Sud-Est.
Le groupe d'idol seiyū DIALOGUE+ (ja) interprète les chansons de l'opening et de l'ending, respectivement intitulées Jinsei Easy? (人生イージー？, Jinsei Ījī?) et Ayafuwa Asterisk (あやふわアスタリスク, Ayafuwa Asutarisuku),.

#### Liste des épisodes
| No | Titre français                                                                                      | Titre japonais                                           | Titre japonais                                                                 | Date de 1re diffusion |
| No | Titre français                                                                                      | Kanji                                                    | Rōmaji                                                                         | Date de 1re diffusion |
| -- | --------------------------------------------------------------------------------------------------- | -------------------------------------------------------- | ------------------------------------------------------------------------------ | --------------------- |
| 1  | Dis ce que tu veux, la plupart des jeux populaires sont cool                                        | なんだかんだ言って 有名なゲームは大体おもしろい          | Nandakanda itte yūmei na Gēmu wa daitai omoshiroi                              | 8 janvier 2021        |
| 2  | Ça fait du bien de level up plusieurs fois en un seul combat                                        | 一回の戦闘でレベルが連続で上がるとめっちゃ気持ちいい     | Ikkai no sentō de Reberu ga renzoku de agaru to meccha kimochi ii              | 15 janvier 2021       |
| 3  | Avec un premier ami fille, on vit une aventure aux airs de rencard                                  | 一人目の仲間が女の子だとしばらくデート気分で冒険できる   | Hitori-me no nakama ga onnanoko da to shibaraku Dēto kibun de bōken dekiru     | 22 janvier 2021       |
| 4  | Quand un boss te marave au village après un donjon                                                  | ダンジョン攻略後に村に帰ると強いボスがいたりする         | Danjon kōryaku-go ni mura ni kaeru to tsuyoi Bosu ga itari suru                | 29 janvier 2021       |
| 5  | Après un gros event, les nouveaux persos cassent la baraque                                         | 難関イベント攻略後に仲間になるキャラはだいたい能力値高い | Nankan Ibento kōryaku-go ni nakama ni naru Kyara wa daitai nōryoku-chi takai   | 5 février 2021        |
| 6  | Impossible de s'arrêter de jouer à un jeu dans le jeu                                               | ゲーム内ゲームをやり出すとマジで止まらない               | Gēmu-nai Gēmu o yari dasuto majide tomaranai                                   | 12 février 2021       |
| 7  | Quand un maître devient un boss, il est horriblement fort                                           | 師匠キャラがボスになると詰むくらい強かったりする         | Shishō Kyara ga Bosu ni naru to tsumu kurai tsuyokattari suru                  | 19 février 2021       |
| 8  | Certains problèmes seront toujours insolubles pour des persos bas level                             | 低レベルのキャラだけじゃ解決できない問題もある           | Tei-Reberu no Kyara dake ja kaiketsu dekinai mondai mo aru                     | 26 février 2021       |
| 9  | Retourner à la ville de départ une fois son équipe constituée déclenche souvent un nouvel événement | 仲間を揃えて最初の街に戻ると新しいイベントが起きたりする | Nakama o soroete saisho no machi ni modoru to atarashii Ibento ga okitari suru | 5 mars 2021           |
| 10 | Le mode massivement multijoueur a ses bons côtés                                                    | 多人数プレイには多人数プレイなりのよさがある             | Taninzū Purei ni wa taninzū Purei nari no yosa ga aru                          | 12 mars 2021          |
| 11 | Parfois, un simple choix peut tout changer                                                          | たった一つの選択肢がすべてを変えてしまうこともある       | Tatta hitotsu no sentakushi ga subete o kaete shimau koto mo aru               | 19 mars 2021          |
| 12 | Les items réservés à l'héroïne ont des propriétés spéciales                                         | ヒロインにしか装備できないアイテムには特別な効果がある   | Hiroin ni shika sōbi dekinai Aitemu ni wa tokubetsuna kōka ga aru              | 26 mars 2021          |

## Accueil
En octobre 2018, le tirage total des light novel s'élève à plus de 300 000 exemplaires. En avril 2019, il a été annoncé que le tirage total a dépassé les 500 000 copies.
La série de light novel a été classée 8e dans la catégorie « bunkobon » pour l'édition de 2016 du guide annuel Kono light novel ga sugoi! de Takarajimasha. Elle est à la 7e place pour l'édition de 2017. Elle s'est maintenue à la 3e place pour les éditions de 2019 et de 2020,.